# Kis vöcsök
A kis vöcsök (Tachybaptus ruficollis) a vöcsökalakúak (Podicipediformes) rendjébe, ezen belül a vöcsökfélék (Podicipedidae) családjába tartozó faj.

## Rendszerezése
A fajt Peter Simon Pallas német zoológus írta le 1764-ben, a Colymbus nembe Colymbus ruficollis néven.

## Alfajai
- Tachybaptus ruficollis ruficollis (Pallas, 1764) - Európa, Oroszország nyugati része és Észak-Afrika
- Tachybaptus ruficollis iraquensis (Ticehurst, 1923) - Irak délkeleti és Irán délnyugati része
- Tachybaptus ruficollis capensis (Salvadori, 1884) - Afrika egésze a Szaharától délre, Madagaszkár, Srí Lanka és az indiai szubkontinens keletre Mianmarig
- Tachybaptus ruficollis poggei (Reichenow, 1902) - Ázsia délkeleti és keleti része, Hajnan, Tajvan, Japán és a Kuril-szigetek
- Tachybaptus ruficollis philippensis (Bonnaterre, 1791) - a Fülöp-szigetek északi szigetei
- Tachybaptus ruficollis cotabato (Rand, 1948)[2] - Mindanao

|  |  |

## Előfordulása
Eurázsiában és Afrikában is megtalálható. Azokon a területeken, ahol befagy a víz, ott vándorol, máshol állandó madár. Főleg az állóvizeket kedveli, amelyek partján sűrű a növényzet. Édes és sós vizeknél is megtalálható.

### Kárpát-medencei előfordulása
Magyarországon minden álló- és egyes folyóvizeinken rendszeres fészkelő március-november hónapokban. Az itt élő egyedek jelentős része elvonul, de maradnak áttelelők is (pl.: Hévízi-tó).

## Megjelenése
Átlagos testhossza 25–29 centiméter, szárnyfesztávolsága 40–45 centiméter, a hím tömege 140–200 gramm, a tojóé 130–190 gramm. Nászruhája felül fényes fekete, barnás csillogással, alul szürkésfehér, sötét foltokkal. A szem vörösesbarna, szemsávja sárgászöld, a csőr töve sárgászöld, a hegye fekete.

## Életmódja
Jól úszik és bukik, de röpte nagyon nehézkes. Veszély elől alábukással igyekszik menekülni, vagy a vízi növények közé úszik.
Kisebb állatokra vadászik, elkapja a ízeltlábúakat, puhatestűeket és férgeket is, de növényi anyagokat is fogyaszt.

## Szaporodása
A párok tél folyamán állnak össze. Április és július között a tojó 4-6 fehéres zöld tojást rak, amelyeken a szülők felváltva 20-27 napig kotlanak. A fészkét, amely egyfajta úszófészek, a nyílt víztükör közelében, vízinövényekből építi. Mindkét szülő gondozza az utódokat. Magányosan fészkelő.
|  |  |

|  |  |

## Természetvédelmi helyzete
Az elterjedési területe rendkívül nagy, egyedszáma viszont csökkenő, de még nem éri el a kritikus szintet. A Természetvédelmi Világszövetség Vörös listáján nem fenyegetett fajként szerepel. Magyarországon védett, természetvédelmi értéke 50 000 forint.